# پیچیدگی اجتماعی

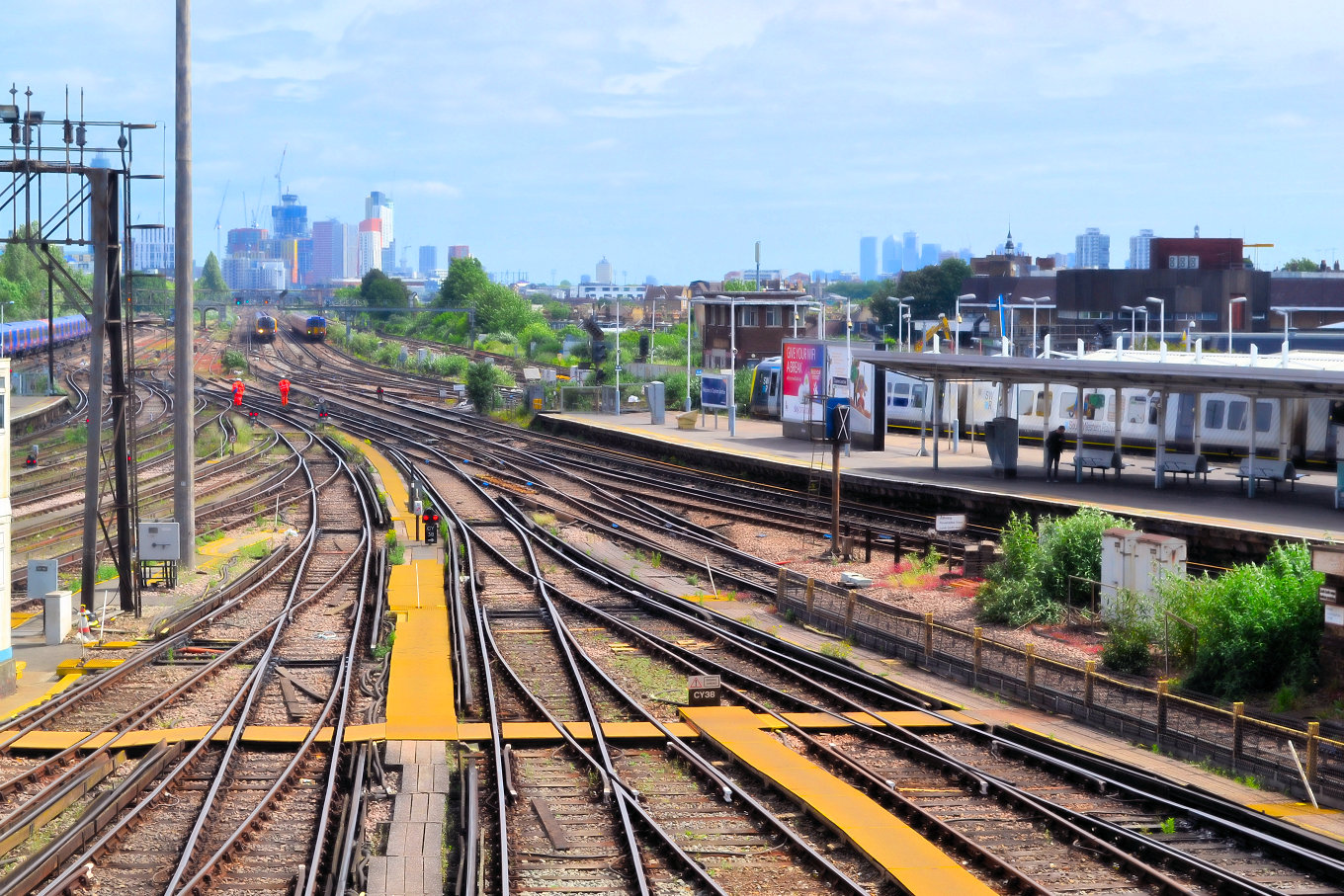
توده پیچیده ریل قطار از تقاطع کلافام، بریتانیا به عنوان قیاسی از جامعه پیچیده‌ای که زیرساخت آن پشتیبانی می‌کند.

پیچیدگی اجتماعی (به انگلیسی: social complexity) در جامعه‌شناسی یک چارچوب مفهومی است که در تحلیل جامعه کاربرد دارد. تعریف پیچیدگی در علم در رابطه با نظریه سیستم‌ها یافت می‌شود که در آن یک پدیده مورد مطالعه دارای بخش‌ها و ترتیبات بسیاری در روابط بین آن بخش‌ها است. در عین حال، آنچه پیچیده یا ساده است، نسبی هست و شاید با گذشت زمان تغییر کند.
استفاده کنونی از اصطلاح «پیچیدگی» در حوزه جامعه‌شناسی معمولاً به‌طور خاص به نظریه‌های اجتماعی به عنوان سامانه‌های سازگار پیچیده اشاره دارد. با این حال، پیچیدگی اجتماعی و پیدایش ویژگی‌ها و موضوع‌های اصلی آن با توسعه تاریخی اندیشه اجتماعی و مطالعه تغییر اجتماعی مرتبط است. بنیان‌گذاران اولیه نظریه‌های جامعه‌شناسی، مانند فردیناند تونیس، امیل دورکیم، ماکس وبر، ویلفردو پارتو، و جورج زیمل، همه رشد تصاعدی و افزایش ارتباط متقابل برخوردهای اجتماعی و نظریه مبادله اجتماعی را بررسی کردند. این تأکید بر ارتباط متقابل در روابط اجتماعی و ظهور ویژگی‌های جدید در جامعه در تفکر نظری در چندین  حوزه‌های جامعه‌شناسی یافت می‌شود. به عنوان یک ابزار نظری، نظریه پیچیدگی اجتماعی همچون مبنایی برای پیوند پدیده‌های اجتماعی سطح خرد و کلان عمل می‌کند. ارائه یک مزو- سطح یا برد متوسط بستر نظری برای شکل‌گیری فرضیه. از لحاظ روش‌شناختی، مفهوم پیچیدگی اجتماعی از نظر نظری خنثی است، به این معنا که هم پدیده‌های محلی (خرد) و هم جهانی (کلان) را در پژوهش‌های جامعه‌شناختی در خود جای می‌دهد.

تصویر پیچیدگی (کاشی کاری پن رز برخال)

## پیشینه نظری
جامعه‌شناس آمریکایی تالکوت پارسونز در ادامه کار بنیانگذاران اولیه ذکر شده در بالا، کتاب نظریه کنش (۱۹۳۷) را نوشت. در سال ۱۹۵۱، پارسونز ایده‌های پیشین را در قلمرو نظریه سیستم‌ها در کتاب «نظام اجتماعی» شرح داد. برای چندین دهه پس از آن، هم‌افزایی بین تفکر سیستمی عمومی و توسعه بیشتر نظریه‌های نظام اجتماعی توسط شاگرد پارسونز، رابرت کی. مرتن، در بحث از نظریه برد متوسط و ساختار و عاملیت اجتماعی تداوم یافت. از اواخر دهه ۱۹۷۰ تا اوایل دهه ۱۹۹۰، در بسیاری از حوزه‌های پژوهشی در مورد ویژگی‌های نظام‌هایی بحث می‌شد که در آنها همبستگی قوی بین بخش‌های فرعی منجر به رفتارهای قابل مشاهده می‌گردید. خودکار، خودسازمان‌دهی، پویایی، آشفتگی و نظریه آشوب. همه اینها اشکال رفتار نظامی هستند که از پیچیدگی ریاضی ناشی می‌شوند. در اوایل دهه ۱۹۹۰، کار نظریه‌پردازان اجتماعی مانند نیکلاس لومان، مضامین رفتار پیچیده را بازتاب می‌داد.
یکی از اولین کاربردهای اصطلاح «پیچیدگی»، در علوم اجتماعی و علوم رفتاری، اشاره ویژه به سیستم پیچیده در مطالعه سازمان‌های مدرن و مدیریت یافت می‌شود. با این حال، به‌ویژه در مطالعات مدیریت، این اصطلاح اغلب به صورت استعاره به‌جای پژوهش کمی یا کیفی یا نظری استفاده شده‌است. در اواسط دهه ۱۹۹۰، «نوبت پیچیدگی» در علوم اجتماعی از زمانی شروع شد که برخی از ابزارهایی که عموماً در علم پیچیدگی استفاده می‌شوند در علوم اجتماعی گنجانده شدند. تا سال ۱۹۹۸، نشریه الکترونیکی بین‌المللی «ژورنال جوامع مصنوعی و شبیه‌سازی اجتماعی» ایجاد شد. در چند سال گذشته، بسیاری از نشریات مروری بر نظریه پیچیدگی در حوزه جامعه‌شناسی ارائه کرده‌اند. این مجموعه به سنت‌های نظری دیگر از جمله شناخت‌شناسی ساخت‌گرا، مواضع فلسفی پدیدارشناسی، پست مدرنیسم و رئالیسم انتقادی پیوند دارد.

## روش‌شناسی
از نظر روش‌شناختی، پیچیدگی اجتماعی از دید نظری خنثی است، به این معنا که رویکردهای محلی و جهانی را برای پژوهش‌های جامعه‌شناختی در خود جای می‌دهد. خود ایده پیچیدگی اجتماعی از روش‌های تاریخی - تطبیقی جامعه‌شناسان اولیه ناشی می‌شود. بدیهی است که این روش در توسعه، تعریف و اصلاح ساختار نظری پیچیدگی اجتماعی مهم است. از آنجایی که نظام‌های اجتماعی پیچیده دارای بخش‌های بسیاری هستند و روابط احتمالی متعددی بین آن بخش‌ها وجود دارد، روش‌های مناسب معمولاً تا حدودی بر اساس سطح متمایز تحلیلی پژوهش با توجه به سطح توصیف یا تبیین مورد نیاز فرضیه‌های پژوهش توسط پژوهشگر تعیین می‌شوند.
در محلی‌ترین سطح تحلیل، قوم‌نگاری، مشاهده همراه با مشارکت یا مشاهده غیرمشارکتی، تحلیل محتوا و سایر روش‌های پژوهش کیفی ممکن است مناسب باشند. اخیراً، روش‌های بسیار پیچیده پژوهش کمی در حال توسعه و استفاده در جامعه‌شناسی در هر دو سطح محلی و جهانی سطح تحلیل هستند. چنین روش‌هایی عبارتند از (اما محدود به آن نمی‌شوند): نمودار دوشاخه‌ها، تحلیل شبکه، سامانه غیرخطی مدلسازی، و مدل‌های محاسباتی از جمله برنامه‌نویسی اتوماتای سلولی، جامعه سایبرنتیک و روش‌های دیگر شبیه‌سازی اجتماعی.

### تحلیل شبکه اجتماعی پیچیده
تحلیل پیچیده شبکه اجتماعی برای مطالعه پویایی شبکه‌های اجتماعی بزرگ و پیچیده استفاده می‌شود. تحلیل شبکه پویا تحلیل شبکه اجتماعی، تجزیه و تحلیل پیوند و سیستم چند عاملی سنتی را در علم شبکه و نظریه شبکه گرد هم می‌آورد. از طریق استفاده از مفاهیم و روش‌های کلیدی در تحلیل شبکه‌های اجتماعی، مدلسازی عامل بنیان، فیزیک نظری، ریاضی مدرن (به‌ویژه نظریه گراف و هندسه برخال)، این روش پژوهش بینش‌هایی را در مورد پویایی و ساختار نظام‌های اجتماعی به ارمغان آورد. روش‌های محاسباتی جدید تجزیه و تحلیل شبکه‌های اجتماعی محلی شده از کار دانکن جی واتس، آلبرت-لاسلو باراباسی، نیکلاس کریستاکیس، کاتلین کارلی و دیگران بیرون می‌آیند.
روش‌های جدید تحلیل شبکه جهانی بر فعالیت‌های جان آوری بنا شد و با مطالعه جامعه‌شناختی جهانی‌شدن یعنی فعالیت‌های مانوئل کاستلز و سپس ایمانوئل والرشتاین مرتبط است. از اواخر دهه ۱۹۹۰، والرشتاین به‌طور فزایندهای از نظریه پیچیدگی، به ویژه کار ایلیا پریگوژین استفاده می‌کند. تحلیل شبکه اجتماعی پویا به انواع سنت‌های روش‌شناختی، بالاتر و فراتر از تفکر سیستمی، از جمله نظریه گراف، تحلیل سنتی شبکه اجتماعی در جامعه‌شناسی و جامعه‌شناسی ریاضی مرتبط است. همچنین از طریق کار دانکن جی واتس و استیون استروگتس به آشوب ریاضی و دینامیک پیچیده و همچنین هندسه فراکتال از طریق آلبرت-لاسلو باراباسی و کار او در شبکه بی‌مقیاس.

### جامعه‌شناسی محاسباتی
توسعه جامعه‌شناسی محاسباتی ثمره فعالیت پژوهشگرانی همانند نیجل گیلبرت، کلاوس جی. ترویچ، جاشوا ام. اپشتاین و دیگران است. کانون روش‌ها در این زمینه شامل شبیه‌سازی اجتماعی و داده‌کاوی است که هر دو از حوزه‌های جامعه‌شناسی محاسباتی هستند.
- شبیه‌سازی اجتماعی برای ایجاد یک آزمایشگاه مصنوعی جهت مطالعه نظام‌های اجتماعی پیچیده از رایانه استفاده می‌کند.
- داده‌کاوی از هوش ماشینی برای جستجوی الگوهای غیرپیش‌پا افتاده روابط در پایگاه‌های داده بزرگ، پیچیده و دنیای واقعی استفاده می‌کند.

روش‌های نوظهور سوشیونیکز نیز گونه‌ای از جامعه‌شناسی محاسباتی بشمار می‌آیند.
جامعه‌شناسی محاسباتی تحت تأثیر تعدادی از حوزه‌های خرد جامعه‌شناسی و همچنین سنت‌های سطح کلان علوم سیستمی و تفکر سیستمی است. تأثیرات سطح خرد کنش متقابل نمادین، نظریه مبادله اجتماعی و نظریه انتخاب عقلانی، همراه با تمرکز در سطح خرد دانشمندان علوم سیاسی محاسباتی، مانند به عنوان رابرت اکسلرود، به توسعه جامعه‌شناسی محاسباتی پایین به بالا، مبتنی بر عامل رویکرد به مدل‌سازی نظام‌های پیچیده. این همان چیزی است که جاشوا ام. اپشتاین علم زاینده می‌نامد. سایر حوزه‌های مهم تأثیرگذار عبارتند از: آمار، مدل‌سازی ریاضی و رایانه شبیه‌سازی.

### جامعه سایبرنتیک
جامعه سایبرنتیک جامعه‌شناسی را با سایبرنتیک مرتبه دوم و کار نیکلاس لومان، همراه با آخرین پیشرفت‌ها در سامانه پیچیده ادغام می‌کند. از نظر کار علمی، تمرکز جامعه سایبرنتیک اساساً مفهومی و فقط اندکی روش شناختی یا تجربی بوده‌است.
جامعه سایبرنتیک مستقیماً با اندیشه سیستمی در داخل و خارج جامعه‌شناسی، به ویژه در حوزه سایبرنتیک درجه دوم، گره خورده‌است.

## حوزه‌های کاربردی
در دهه اول سده بیست و یکم، تنوع حوزه‌های کاربردی افزایش یافت. همان‌طور که روش‌های پیچیده‌تری توسعه یافته‌است. نظریه پیچیدگی اجتماعی در مطالعات همکاری و کالای عمومی اجتماعی استفاده می‌شود. نوع‌دوستی; تحصیلات؛ جامعه مدنی جهانی کنش جمعی و جنبش اجتماعی؛ نابرابری اجتماعی؛
نیروی کار و بیکاری؛ تجزیه و تحلیل سیاست؛
نظام سلامت؛ و نوآوری و تغییر اجتماعی، را می‌توان به عنوان نمونه نام برد. پروژه پژوهشی علمی بین‌المللی، سشات: بانک اطلاعات تاریخ جهانی، به صراحت برای تحلیل تغییرات پیچیدگی اجتماعی از انقلاب نوسنگی تا انقلاب صنعتی طراحی شده‌است.
به عنوان یک پلتفرم نظری برد متوسط، پیچیدگی اجتماعی را می‌توان برای هر پژوهشی که در آن رابطه اجتماعی یا نتایج چنین تعاملاتی مشاهده و اعمال کرد ولی به‌ویژه جایی که می‌توانند اندازه‌گیری باشند و به صورت پیوسته یا گسسته نقاط داده بیان شوند. یکی از انتقادات رایج که اغلب در مورد سودمندی علم پیچیدگی در جامعه‌شناسی ذکر می‌شود، دشواری دستیابی به داده‌های کافی است. با این وجود، به‌کارگیری مفهوم پیچیدگی اجتماعی و تحلیل چنین پیچیدگی‌هایی آغاز شده‌است و همچنان به عنوان یک حوزه تحقیق مداوم در جامعه‌شناسی ادامه دارد. از دوران کودکی دوستی و بارداری نوجوانان به جرم‌شناسی و ضد تروریسم، نظریه‌های پیچیدگی اجتماعی تقریباً در همه  حوزه‌های پژوهش جامعه‌شناختی در حال استفاده است.
در حوزه پژهش‌های ارتباطات و انفورمتریک، مفهوم نظام‌های خودسازماندهی در پژوهش‌های اواسط دهه ۱۹۹۰ در ارتباط با ارتباطات علمی ظاهر شد. علم‌سنجی و کتاب‌سنجی حوزه‌های پژوهشی هستند که در آنها داده‌های مجزا در دسترس است، مانند چندین حوزه دیگر از پژوهش‌های ارتباطات اجتماعی مانند زبان‌شناسی اجتماعی. پیچیدگی اجتماعی نیز مفهومی است که در نشانه‌شناسی استفاده می‌شود.

## برای مطالعهٔ بیشتر
- برن، دیوید (۱۹۹۸): نظریه پیچیدگی و علوم اجتماعی، لندن: روتلج.
- برن، دی، و کالاگان، جی. (۲۰۱۳): نظریه پیچیدگی و علوم اجتماعی: وضعیت هنر. راتلج.
- کاستلانی، برایان و فردریک ویلیام هافرتی (۲۰۰۹). جامعه‌شناسی و علم پیچیدگی: حوزه جدیدی از تحقیق (سری: درک سیستم‌های پیچیده XV). برلین، هایدلبرگ: Springer-Verlag.
- ایو، ریموند، سارا هورسفال و مری ای لی (۱۹۹۷): آشوب، پیچیدگی و جامعه‌شناسی: اسطوره‌ها، مدل‌ها و نظریه‌ها، هزار اوکس، کالیفرنیا: انتشارات سیج.
- جنکس، کریس و جان اسمیت (۲۰۰۶): پیچیدگی کیفی: بوم‌شناسی، فرآیندهای شناختی و ظهور مجدد ساختارها در نظریه اجتماعی پساانسان‌گرا، نیویورک: روتلج.
- کیل، ال داگلاس (ویرایش) (۲۰۰۸). مدیریت دانش، هوش سازمانی، یادگیری و پیچیدگی، یونسکو (EOLSS): پاریس، فرانسه.
- کیل، ال. داگلاس و یوئل الیوت (ویرایش) (۱۹۹۷): نظریه آشوب در علوم اجتماعی: مبانی و کاربردها، انتشارات دانشگاه میشیگان: آن آربور، MI.
- لیددورف، لوئت (۲۰۰۱): نظریه جامعه‌شناختی ارتباطات: خود سازمان‌دهی جامعه دانش‌محور، پارکلند، فلوریدا: یونیورسال پابلیشرز.
- اوری، جان (۲۰۰۵): چرخش پیچیدگی، «نظریه، فرهنگ و جامعه»، ۲۲(۵): ۱–۱۴.